# ГЕС Срінагар
ГЕС Срінагар — гідроелектростанція на півночі Індії у штаті Уттаракханд. Знаходячись після ГЕС Вішнугад-Піпакоті, становить нижній ступінь каскаду на річці Алакнанда, лівій твірній Гангу.
В межах проекту річку перекрили бетонною гравітаційною греблею висотою від тальвегу 66 метрів (від підошви фундаменту 90 метрів) та довжиною 248 метрів, яка утримує водосховище з припустимим коливанням рівня між позначками 603 та 605,5 метра НРМ.
Зі сховища через два прокладені у правобережному масиві тунелі довжиною по 1,1 км ресурс потрапляє у відкритий басейн для видалення осаду. Звідси прямує канал довжиною 3,9 км, перекритий на завершенні водозабірною спорудою, нижче за яку розташована наземна будівля машинного залу.
Основне обладнання станції становлять чотири турбіни типу Френсіс потужністю по 82,5 МВт, які використовують напір у 66 метрів та забезпечують виробництво 1514 млн кВт-год електроенергії на рік.
Відпрацьована вода повертається у річку по відвідному каналу довжиною 0,2 км.
Видача продукції відбувається по ЛЕП, розрахованій на роботу під напругою 400 кВ.